# La puerta del bosque
La puerta del bosque, cuyo título original en inglés es The Hazel Wood, es una novela de fantasía épica escrita por la editora y fundadora estadounidense de The B&N Teen Blog, Melissa Albert.
Esta novela narra la historia de una madre y su hija de diecisiete años que nunca se establecen en los sitios por miedo a que las encuentre la mala suerte. La vida de la muchacha, en quien se centra la autora, cambia radicalmente cuando descubre que su abuela, una escritora famosa que vive en un bosque, fuente de sus historias fantásticas, muere. Además, su madre desaparece y le deja una nota en la que le indica que no se acerque al bosque encantado. La historia contará las aventuras que vivirá la chica para encontrar respuestas a su destino y a la desaparición de su madre. 
El libro dice así: Las Historias son perfectas. Las Historias son mundos enteros.He creado un mundo entero solo para ti, y en él consigues hacer lo que nadie logra: consigues vivir, vivir y vivir. Y todo terminará siendo cómo tiene que ser, pase 
lo que pase. Lo creé así.
La novela se centra mucho en los pequeños cuentos que la abuela de Alice escribe y que la chica necesita descifrar para poder llegar hasta la casa de su abuela en el bosque de Avellanos. En un principio la autora no tenía pensado enfocarse en los cuentos, pero al final terminaron por ser uno de los aspectos más característicos de la historia.

## Contexto
The Hazel Wood (2018); La puerta del bosque (traducido por Ana Mata Buil, publicado por RBA Molino, 2018, Barcelona), es uno de los libros que forma parte de una saga cuya última novela publicada en España es The Night Country (2020); La tierra de la noche (traducido por Ana Mata Buil, publicado por la editorial Molino (2020), Barcelona). La puerta del bosque nació en un principio como un libro de historias cortas inspiradas en cuentos clásicos, a los que la autora les otorgaba un tono oscuro. Sin embargo, se transformó en una novela que consta de una historia principal y en la cual los cuentos son los protagonistas.
La mayor inspiración de Melissa para crear este libro fue su idea  de crear un portal a un reino mágico, de ahí su obsesión con las puertas que atraviesan universos. Los dos libros favoritos de la autora son The Twelve Dancing princesses (Las doce princesas bailarinas) y Alice in Woderland (Alicia en el país de las maravillas). La novela está inspirada en el segundo libro y su protagonista recibe el nombre de Alice por la historia que tanto le gustaba a la autora cuando era pequeña.
Los cuentos entretuvieron tanto a la gente que Melissa decidió publicar un tercer libro Tales from The Hinterland (2021) publicado en Estados Unidos por Flatiron Books, que todavía no ha sido traducido al español. Esta tercera novela  es el famoso libro escrito por la abuela al que se hace referencia en La puerta del bosque.

## Sinopsis
La novela La puerta del bosque está inspirada en una serie de cuentos clásicos, en especial el de Alicia en el país de las maravillas, que sirven de inspiración para algunas de las historias que se encuentran en la novela. Los diferentes cuentos cortos son:
- Alice-Three-Times (Alice Triple)
- The Door That Wasn't There (La puerta que no estaba allí)
- Katherine-Two-Times-Dead (Katherine dos veces muerta)
- Jenny and the Night Women (Jenny y las mujeres de la noche)
- The Spinner (La Hilandera)

## Personajes principales
| Nombre            | Resumen |
| ----------------- | --- |
| Alice             | Protagonista de la historia, nieta de la famosa mujer que escribió un libro de cuentos fantásticos adorado por muchas personas y que es imposible encontrar. Tiene diecisiete años y vive con su madre en el tiempo en el que transcurre la historia en Nueva York. |
| Altea Prosperpina | Abuela de Alice y recientemente fallecida. Vive en un bosque encantado al que es imposible llegar y del que se desconoce la localización. |
| Ella              | Madre de Alice a la cual persigue la mala suerte y desaparece tras la muerte de la abuela, Altea, dejando a su hija desamparada y confusa. |

## Personajes secundarios
| Nombre                 | Resumen |
| ---------------------- | --- |
| Ellery Finch           | Amigo de Alice y gran forofo de libro y la historia detrás del bosque de Avellanos, donde vive Altea. Finch ayudará a Alice a superar los distintos retos que se le presentan en cada cuento. |
| Audrey                 | Hermanastra de Alice. Típico estereotipo de niña mimada con dinero |
| El Bosque de Avellanos | Lugar que no aparece en el mapa, donde transcurre la mayor parte de la historia y donde cobran vida los cuentos. Es el lugar en el que se encuentra la misteriosa casa de la abuela de Alice. |

Entre otros personajes principales tenemos a Alice Triple,  que es la misma Alice que actúa como protagonista en uno de los cuentos, Katherine dos veces muerta y la Hilandera de Historias.